# Цвански језик
Цвански језик (ISO 639: tn; tsn) једини је представник нигерско-конгоанске подскупине цвана, којим говори преко 4.500.000 људи у Боцвани, Јужноафричкој Републици, Намибији и Зимбабвеу. Припадници етничке групе Цвана подијељени су на низ племена која говоре са више дијалеката: тлхапинг (тлапи), хурутше, ролонг, квена, кгатла, нгвату (нгвато), тавана, лете, нгвакетсе, тлоква и сехурутше. Стандардни цвански језик темељи се на дијалекту сехурутше.
У Јужноафричкој Републици гдје је један од службених језика говори га 3.410.000 људи, више него у Боцвани (национални језик; 1.070.000; Johnstone 1993). У Намибији је такође национални језик (12.300 говорника 2006),а користи се у образовању и администрацији; 29.400 у Зимбабвеу (1969 попис).